# El árbol (relato)
El árbol (título original en inglés: The Tree) es un relato macabro del escritor norteamericano de terror H. P. Lovecraft.
Es uno de los cuentos más tempranos de su producción literaria y Lovecraft fue desdeñoso con él en una carta de 1936; sin embargo, sirve como ejemplo de su gran capacidad para explorar lo fantástico dentro de un contexto histórico.
Ambientada en la antigua Grecia, la historia trata de dos escultores que aceptan un encargo con consecuencias irónicas.

## Elaboración y publicación
Escrito en 1920, fue publicado originalmente en la edición de octubre de 1921 de la revista The Tryout, reeditado en la edición de agosto de 1938 de Weird Tales y finalmente incluido en la antología de 1943 Beyond the Wall of Sleep de Arkham House.

## Argumento

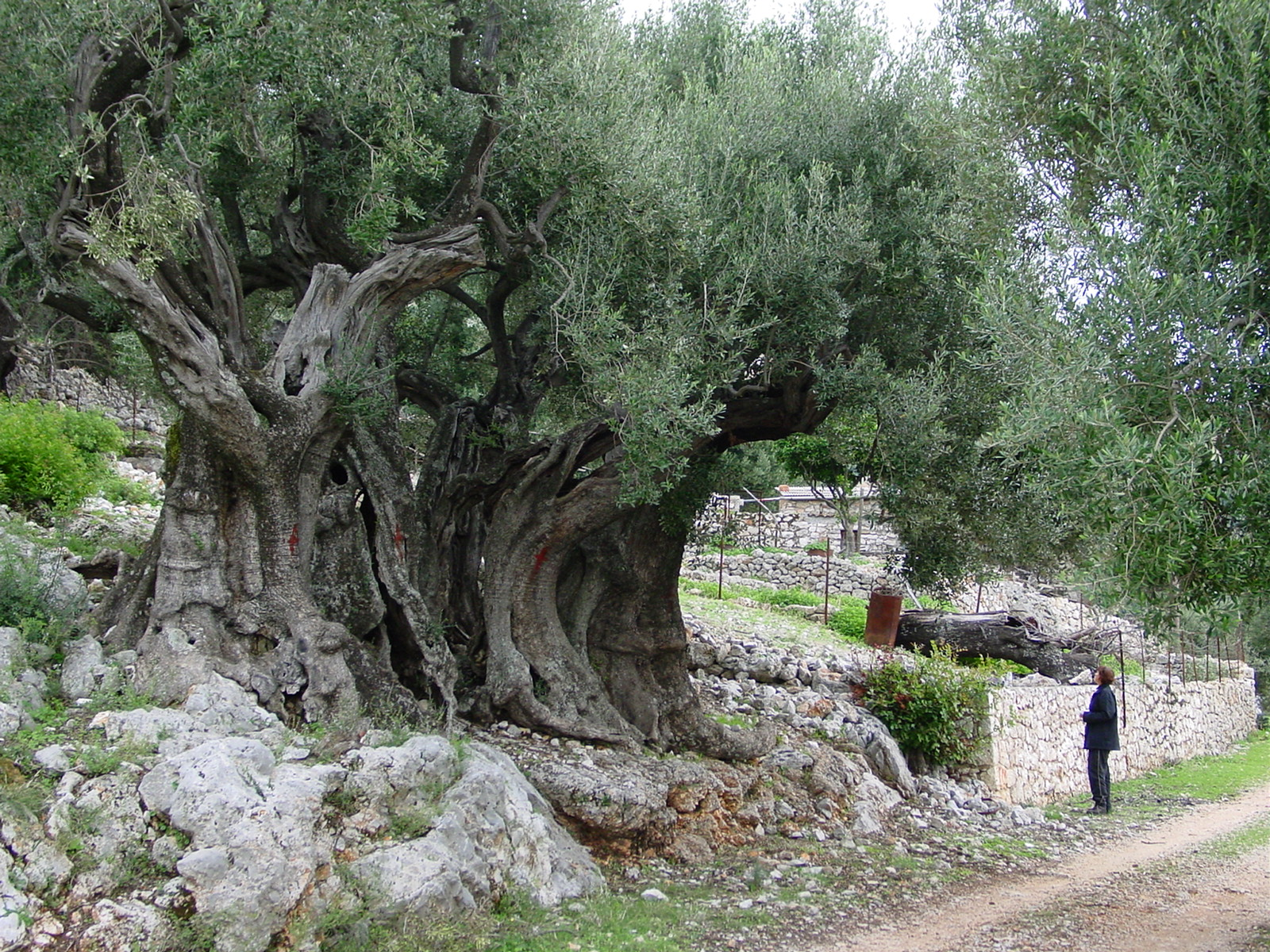
Este olivo en la isla griega de Ítaca se cree que tiene más de 1500 años.

El árbol nos sitúa en la Antigua Grecia, y narra la historia de un extraño olivo que crece alrededor de una tumba de mármol. El árbol es gigantesco y su forma recuerda a la de un hombre horriblemente deformado.
El tirano local encarga una estatua majestuosa a dos escultores, Kalos y Musides, pero su aceptación traerá consecuencias desgraciadas e irónicas sobre los artistas al acometer dicho encargo en ese preciso lugar.